# Adolf Berberich
Adolf Joseph Berberich (Überlingen, 16 de novembro de 1861 – Berlim, 27 de abril de 1920) foi um astrônomo alemão, mais conhecido por seu trabalho sobre o cálculo das órbitas de asteroides e estrelas duplas. O asteroide 776 Berbericia foi denominado em sua memória.
Recebeu o Prêmio Valz de 1893 por seus cálculos sobre órbitas de estrelas duplas, cometas e planetas.